# Australian Institute of Business
Het Australian Institute of Business (AIB) is een particuliere businessschool in Adelaide, Zuid-Australië.
Het biedt programma's als de Master of Business Administration (MBA), Master of Management (MMgt), Doctor of Business Administration (DBA) en Doctor of Philosophy in Management (PhD). 

## Geschiedenis
AIB begon als een managementadviesbureau onder de naam Gibaran Action Research Management Institute en later de Gibaran Learning Group. In 2011 fuseerde het tot het Australian Institute of Business. Selva Abraham was de oprichter.
Het is geregistreerd door het Tertiary Education Quality and Standards Agency (TEQSA) en de programma's van AIB zijn geaccrediteerd binnen het Australian Qualifications Framework.